# Philipp Schindler
Philipp Schindler ist ein deutscher Manager und Vorstandsmitglied bei Google (Chief Business Officer (CBO)).
Schindler ist zuständig für 29.000 Mitarbeiter in 80 Ländern. Sein Vorgänger war Nikesh Arora, er ist der dritte CBO in Googles Geschichte. 
Nach der Schule studierte er Betriebswirtschaft an der European Business School in Oestrich-Winkel. Mit 26 Jahren kam er in das Nachwuchsprogramm bei Bertelsmann. Später ging er zu AOL und wurde dort Marketingchef. Er war maßgeblich an der Umbenennung des Hamburger Volksparkstadions in AOL Arena beteiligt. 2005 wechselte er zu Google und wurde dort Deutschland-Chef, später Europa-Chef und VP Global Sales and Operations. Schindler verantwortet das gesamte Werbe- und Ertragsgeschäft bei Google. 
Neben seiner Tätigkeit bei Google hat Schindler die Technologiefonds June Fund (mit Investor David Rosskamp und seinem Bruder Florian Schindler) und July Fund (mit Jonathan Jasper) mitbegründet. 
Schindler lebt mit seiner Familie (Ehefrau und drei Kindern) seit 2012 in den Vereinigten Staaten. 